# Programa Nacional de Acesso ao Ensino Técnico e Emprego
O Programa Nacional de Acesso ao Ensino Técnico e Emprego (Pronatec) é um programa do Governo Federal do Brasil, instituído em 2011 pela presidente Dilma Rousseff, criado com o objetivo conceder bolsas de estudo integrais e parciais em cursos de grau técnico e de formação inicial e continuada, em instituições privadas e públicas de ensino técnico. O programa tem como objetivos expandir, interiorizar e democratizar a oferta de cursos de educação profissional e tecnológica para alunos brasileiros.
A retomada da Política de Educação Profissional ocorreu em um contexto de recuperação do crescimento econômico do país onde se demandavam crescentes volumes de mão de obra especializada em contraste com um baixo nível de qualificação de parcela majoritária dos trabalhadores brasileiros. 
Assim, foi instituído pela presidenta Dilma, a partir da assinatura da Lei n. 12.513, de 26 de outubro de 2011, o Programa de Acesso ao Ensino Técnico e Emprego, o Pronatec, com o objetivo democratizar a oferta de cursos de educação profissional e tecnológica por meio de um conjunto de ações aumentando a produtividade e a competitividade do país, com inclusão social. O artigo se propõe assim a fazer uma reflexão sobre o processo de formulação do programa no contexto das mudanças que vêm ocorrendo na política educacional do país quanto à educação profissional.
São ofertantes do Pronatec as instituições da Rede Federal de Educação Profissional, Científica e Tecnológica, as instituições de educação profissional e tecnológica das redes estaduais, distrital e municipais, as instituições dos serviços nacionais de aprendizagem (Sistema S) e as instituições privadas de ensino superior e de educação profissional e tecnológica devidamente habilitadas para a oferta de cursos técnicos na modalidade subsequente.
De 2011 a 2014, foram realizadas 8 milhões de matrículas por meio do Programa, entre cursos técnicos e de formação inicial e continuada.

## Objetivos
De acordo com a Lei nº 12.513/2011, são objetivos do Pronatec:
- expandir, interiorizar e democratizar a oferta de cursos de educação profissional técnica de nível médio presencial e a distância e de cursos e programas de formação inicial e continuada ou qualificação profissional;
- fomentar e apoiar a expansão da rede física de atendimento da educação profissional e tecnológica;
- contribuir para a melhoria da qualidade do ensino médio público, por meio da articulação com a educação profissional;
- ampliar as oportunidades educacionais dos trabalhadores, por meio do incremento da formação e qualificação profissional;
- estimular a difusão de recursos pedagógicos para apoiar a oferta de cursos de educação profissional e tecnológica.

## O programa
O Pronatec foi criado por iniciativa do Ministério da Educação para oferecer cursos técnicos e tecnológicos. Participam do programa instituições ofertantes - responsáveis por ministrar os cursos - e demandantes - responsáveis por selecionar e encaminhar os alunos.
São ofertantes do Pronatec as instituições da Rede Federal de Educação Profissional, Científica e Tecnológica, as instituições de educação profissional e tecnológica das redes estaduais, distrital e municipais, as instituições dos serviços nacionais de aprendizagem e as instituições privadas de ensino superior e de educação profissional e tecnológica devidamente habilitadas para a oferta de cursos técnicos na modalidade subsequente. Entre os parceiros demandantes, estão o Ministério da Justiça, Ministério do Desenvolvimento Social, o Ministério do Turismo, o Ministério da Defesa e as Secretarias Estaduais de Educação.
Não se pode perder de vista que, a instituição do Pronatec teve como pano de fundo a identificação do baixo nível de escolaridade e do baixo nível de qualificação profissional de uma parcela considerável dos trabalhadores brasileiros, em um momento em que a economia brasileira carecia de quantidades crescentes de mão de obra especializada.

## As iniciativas
O Pronatec envolve cinco iniciativas. São elas:
1. Expansão da Rede Federal de Educação Profissional, Científica e Tecnológica;
2. Programa Brasil Profissionalizado, que destina-se à equipagem de laboratórios e construção, reforma e ampliação de escolas técnicas estaduais;
3. Rede e-Tec Brasil, por meio da qual são ofertados cursos técnicos e de formação inicial e continuada ou de qualificação profissional, na modalidade a distância;
4. Acordo de Gratuidade com os Serviços Nacionais de Aprendizagem, por meio do qual são aplicados os recursos do Sistema S, recebidos da contribuição compulsória; e
5. Bolsa-Formação, por meio da qual são ofertados cursos técnicos e cursos de formação inicial e continuada ou qualificação profissional, utilizando as estruturas já existentes nas redes de educação profissional e tecnológica.

## Públicos prioritários
São públicos prioritários para o Pronatec estudantes do Ensino Médio da rede pública, inclusive da educação de jovens e adultos; trabalhadores; beneficiários dos programas federais de transferência de renda como o Bolsa Família e outros programas de transferência de renda; e estudantes que tenham cursado o Ensino Médio completo em escola da rede pública ou em instituições privadas na condição de bolsista integral.

## Como participar dos cursos
O programa oferece cursos técnicos com duração mínima de 800 horas (aproximadamente um ano e pouco) e cursos de formação inicial e continuada ou cursos de qualificação profissional, com duração mínima de 160 horas (aproximadamente dois meses).
Os cursos técnicos são ofertados em três formas: na forma concomitante, na forma integrada e na forma subsequente. Cada um deles é voltado para um público diferente:
concomitante: São cursos voltados para alunos que estão cursando o ensino médio, preferencialmente nas redes públicas. Tais cursos são demandados pelas secretarias estaduais de educação.
integrado: São cursos direcionados a alunos de educação de jovens e adultos (eja) que são egressos do ensino fundamental, e que pretendem começar o ensino médio já em articulação com o ensino técnico. Nesse caso, o interessado poderá fazer contato com a secretaria estadual de educação.
subsequente: São cursos voltados para alunos que já concluíram o ensino médio.